# Body Language (album)
A Body Language Kylie Minogue ausztrál énekesnő kilencedik stúdióalbuma, mely 2003. november 10-én jelent meg a Parlophone gondozásában. A 2001-ben megjelent nyolcadik stúdióalbuma, a Fever hatalmas sikerét követően Minogue egy olyan írókból és producerekből álló csapatot verbuvált az album megalkotásához, melynek tagja Cathy Dennis, Dan Carey, Emilíana Torrini, Johnny Douglas, Karen Poole és Kurtis Mantronik többek között. Inspirálva az 1980-as évek zenei munkáitól, a Body Language eltér Minogue korábbi lemezeitől, melyeket leginkább a diszkó orientált dance-pop jellemzett, és inkább olyan stílusok felé kanyarodott, mint a szintipop, az electroclash, az R&B és a hiphop. Számos dal tartalmaz utalásokat az 1980-as évek dalaira.
Három kislemez lett kiadva a Body Language-ről. Az első kislemez a „Slow”, mely 2003 novemberében jelent meg és nagy sikert aratott. Első lett Ausztráliában, Dániában, Spanyolországban és az Egyesült Királyságban. 2004 márciusában jelent meg a „Red Blooded Woman” a lemez második kislemezeként, mely negyedik lett Ausztráliában és ötödik az Egyesült Királyságban. 2004 júniusában jelent meg utolsó kislemezként a „Chocolate” és hatodik helyet lett az Egyesült Királyságban. 2003. november 15-én Minogue egy egyszeri koncertet adott a lemez promotálása végett a Hammersmith Apollo-ban „Money Can’t Buy” névvel. A Body Language anyagilag sikeres volt, bár nem annyira, mint előző albuma, a Fever. Második helyezést ért el az ausztrál lemezeladási listán és az Australian Recording Industry Association által kétszeres platinalemez lett. Az Egyesült Királyságban hatodik lett a lemezeladási listán és egyszeres platinalemez lett a Brit Hanglemezgyártók Szövetsége által. Az album jól szerepelt Ausztriában és Svájcban is. A Body Language jelentős változást eredményezett Minogue imázsában, mely jó példája Minogue számos megújulásának.

## Zenei stílus és dalszövegek
Inspirálva az 1980-as évek zenéje által, a Body Language eltér hangzásilag Minogue korábbi lemezeitől, melyeket leginkább a dance-pop stílus jellemzett, köztük a Light Years-t és a Fever-t és inkább olyan stílusok felé nyitott, mint a szintipop, elektropop és R&B. Korábbi munkájához hasonlóan a Body Language a „Slow”-val indul, mely egy olyan egyszerű dal, amely jó példája a lemezen hallható szintipop stílusnak. A lemezen található más szintipop stílusú dalok közé tartozik a „Still Standing” és a „Promises”. Eme két dal közül az első tartalmaz némi nu-diszkó és elektronikus zenei hatást. A lemez számos dalában érezhető az R&B és a hiphop hatása, melyekkel ezen az albumon kísérletezik Minogue először. A funk elemei hallhatóak olyan dalokon, mint a „Sweet Music” és az „I Feel for You”. A Body Language emellett balladákat is tartalmaz, mint a „Chocolate” és az „Obsession”. Minogue vokáljai az albumon leginkább csábítóak és levegősek, olyan dalokban, mint a „Slow” és a „Chocolate”, viszont az „Obsession”-ben reszelős vokálokat hallhatunk.
A Body Language dalszövegei olyan témákra koncentrálnak, mint az élvezet, flörtölés, szex és partizás. Az egyik VH1-nak adott interjúban Minogue-t megkérdezték, hogy „az elmúlt évektől eltérően miért tűnnek személyesebbnek az album dalszövegei”. Annak ellenére, hogy a „Slow” dalszövege egy a tánctérre való invitálásnak látszik, Minogue elárulta, hogy valójában azt jelenti, hogy milyen más jelentése van az időnek és a térnek, ha találkozunk valakivel. A „Sweet Music”-ben Minogue az énekes és a producer közti modern kapcsolat varázslatáról énekel. A „Secret (Take You Home)”-ban számos olyan ábrás sor található, melyek a flörtölést és a szexet az autóversenyhez hasonlítják. A balladák, mint az „Obsession” a veszteséggel, egy kapcsolat végével foglalkozik.

## Kiadás és borító
A Body Language 2003. november 14-én jelent meg Ausztráliában, míg az Egyesült Királyságban három nappal később. Az Egyesült Államokban 2004. február 10-én került a boltok polcaira a Body Language. Az album ausztrál és japán verziójára felkerült egy bónuszdal, a korábban kiadatlan „Slo Motion”. Az amerikai verzió bónuszdalai a „You Make Me Feel”, mely a japán verzió bónuszdala is és a korábban a „Red Blooded Woman” számos verziójának B-oldalas dala a „Cruise Control”. Az album borítóján és számos más promóciós fotón Minogue egy fekete-fehér csíkos topban pózolva látható. Megjelenése hasonló a francia színésznő és énekesnő Brigitte Bardot stílusához, aki az első olyan idegen ajkú híresség, aki nemzetközi sikert ért el, és az 1950-es és 1960-as évek egyik legismertebb szexszimbólumaként ismerik. Az album címe a „Slow” dalszövegéből származik, melyben Minogue azt énekli, hogy „Read my body language” (azaz „Olvasd a testbeszédem”).

## Kislemezek
A „Slow” 2003. november 3-án jelent meg a Body Language vezető kislemezeként. A dal sikeres volt, így első lett a brit és az ausztrál kislemezlistákon. Ez lett Minogue hetedik slágere, mely első helyezést ért el az Egyesült Királyságban. Szintén első lett Spanyolországban és Dániában, valamint az Egyesült Államokban a Dance Club Songs listán, illetve negyedik lett Magyarországon. Ausztráliában a „Slow” platinalemez lett több, mint 70 000 eladott példányának köszönhetően. A „Slow” videóját Spanyolországban, Barcelonában forgatták. A videóban Minogue és számos strandoló modellek látható, miközben egy szinkronizált koreográfiát adnak elő egy medence mellett napozás közben. A „Red Blooded Woman” 2004. március 10-én jelent meg az album második kislemezeként. A dal jól szerepelt a listákon, így többek között negyedik lett Ausztráliában és ötödik az Egyesült Királyságban. A dal videóját Los Angeles-ben forgatták, melyben Minogue számos koreográfiát ad elő különböző helyszíneken. A „Chocolate” az album harmadik és egyben utolsó kislemezeként 2004. június 28-án jelent meg. A dal közepes sikert ért el, hatodik lett az Egyesült Királyságban, de nem jutott be a Top 10-be Ausztráliában. Ez a dal Minogue 27. kislemeze, mely bejutott a Top 10-be az Egyesült Királyságban. A dal videójában Minogue és számos táncos a Metro-Goldwyn-Mayer musical-ekre jellemző koreográfiákat ad elő.

## Promóció
2003. november 15-én egy egyszeri koncertet adott a Body Language megjelenésének reklámozása végett Londonban a Hammersmith Apollo-ban. A koncert a „Money Can’t Buy” lett, mivel a jegyek kereskedelmi forgalomba nem kerültek, és csak olyan rajongók tudtak részt venni az eseményen, akik meghívót kaptak. A koncertet Minogue stylist-ja és barátja, William Baker rendezte, míg a hangszerelésért és a koreográfiáért Steve Anderson és Michael Rooney volt a felelős. A koncert számlistáját elsősorban a Body Language dalai tették ki, de mellette előadott dalokat az Impossible Princess, Light Years és Fever lemezekről is. Az előadás négy felvonásra lett osztva. Az első felvonásban a „Still Standing” és a „Red Blooded Woman” lett előadva, a másodikban az „After Dark” és a „Chocolate”, a „Slow” és az „Obsession” a harmadikban, és a „Secret (Take You Home)” az utolsóban. A koncert rögzítve lett és 2004. július 12-én ki lett adva DVD-n Body Language Live címmel.

## Fogadtatás

### A kritikusok értékelései
A Body Language általában pozitív vagy vegyes kritikákat kapott. A Metacritic-nél, ahol az osztályozás 100-ból történik, a Body Language 62-t kapott 17 értékelésből, ami azt mutatja, hogy általában kedvező kritikát kapott. Chris True az AllMusic-tól dicsérte, hogy Minogue „horizontja” tágult és úgy érezte, hogy az album következetes és „stílusos anélkül, hogy hízelgő lenne és retró anélkül, hogy ironikus lenne” az ő véleménye szerint. Dicsérte a lemezen teljes hallható produceri munkát és hogy Minogue megmutatja, hogy van „stílusérzéke”. Kritikáját azzal zárta, hogy a Body Language-et „egy majdnem tökéletes pop lemeznek” titulálta, amely akár „karrierje legjobb lemeze is lehet”. Keith Caulfield a Billboard-tól szintén pozitívan nyilatkozott a lemezről és dicsérte Minogue-ot, amiért egy ennyire tehetséges kreatív csapatot verbuvált össze. A The Irish Times „méltó utódjának tartotta a 2001-es Fever-nek, mely egy páratlan gyüjteménye táncolható elektropop daloknak, melyek az 1980-as évekből” merítenek és dicsérte Minogue változatos vokális előadását. Ethan Brown a New York magazinnál nagyon jó benyomást keltett a nyitó dal, a „Slow” és megjegyezte, hogy a lemez legtöbb dala „próbálja ennek a dalnak a hangzását utánozni, de a Body Language egyik dala sem kerül közel ahhoz, hogy hasonló hatást érjen el”. A Slant Magazine úgy érezte, hogy a Body Language jobb, mint a Fever lemez, mondván, hogy „kevésbé közvetlen és sokkal kísérletezőbb, ami az Impossible Princess alternatív stílusa és Minogue évezredforduló utáni munkái között fél úton jár”. Dicsérte azt, hogy az album összefüggő és hogy „Minogue valami újat akart kipróbálni, még ha az a dance-pop keretein belül is zajlik, aminek köszönheti, hogy már 15 éve egy nemzetközi szenzációvá vált”. Rob Sheffield a Rolling Stone-tól dicsérte az album érzéki és természetes stílusát, „fantasztikusnak” nevezte és megjegyezte, hogy „35 évesen tízszer szexisebb, mint tíz évvel ezelőtt”. Azt szintén hozzátette, hogy „a Body Language-en Minogue egyértelműen úgy hangzik, mint akinek még számos trükk van a tarsolyában”.
Chris Willman az Entertainment Weekly-től úgy érezte, hogy nevetségesen élvezetes, hogy Minogue új stílusokat fedez fel, ugyanakkor szerinte a lemez nagyon szintetikus. Helen Pidd a The Guardian-től dicsérte az 1980-as évekből felfedezhető számos stílust az albumon, de hiányolta a táncolható dalokat. John Robinson az NME-től összességében pozitív kritikát adott a Body Language-nek, mondván, hogy „egy nagyon stílusosan elkészített, érzelmes, modern R&B lemez”, de úgy érezte, hogy „nem tud felérni a Fever szintjére”. Adrien Begnard a PopMatters-től azt írta, hogy a Body Language-ről hiányozott az olyan emlékezetes anyag, amely a Fever-en hallható volt, de dicsérte a produceri munkát és az album első felét, de azzal zárta, hogy „bár Minogue részéről a Body Language egy kissé ballépésnek titulálható, mégis van stílusérzéke”. A Spin megjegyezte, hogy Minogue a dallistán szereplő dance orientált dalokra koncentrált, és kritizálta a balladákat megjegyezve, hogy „Minogue vokáljain annyira sokat dolgoztak, hogy szinte alig fellelhetőek”.

### Kereskedelmi fogadtatás
Annak ellenére, hogy a Body Language nem volt akkora siker, mint Minogue előző lemeze, a Fever, így is szépen szerepelt a listákon. Minogue hazájában, Ausztráliában a második helyezést érte el az ARIA listán, melyen tizennyolc hetet töltött. Az Ausztrál Hanglemezgyártók Szövetsége kétszeres platinalemezzel honorálta az albumot 140 000 eladott példányának köszönhetően. Az Egyesült Királyságban a hatodik helyet érte el a brit albumlistán. Egy hetet töltött a Top 10-ben és kettőt a Top 20-ban. Összesen harminc hetet töltött az albumlistán. Az album 300 000 példányban kelt el, melyet a Brit Hanglemezgyártók Szövetsége platinalemezzel honorált. Máshol, például Ausztriában a Body Language a 23. helyig jutott az albumlistán, ahol 7500 eladott példánya után a International Federation of the Phonographic Industry aranylemezzel jutalmazta. Belgiumban bejutott a Top 10-be az Ultratop listán és tizenhét hetet töltött a listán. Ebben a térségben ez lett Minogue első lemeze, mely bejutott a Top 10-be. Svájcban a nyolcadik helyet érte el a Body Language és tizenhét hetet töltött a listán. Itt az IFPI aranylemezzel jutalmazta az albumot, mely több, mint 20 000 példányban kelt el az országban. Az Egyesült Államokban a Body Language a 42. helyig jutott a Billboard 200-as albumlistán, ahol az első héten 43 000 fogyott el belőle. A Nielsen SoundScan szerint 2011 márciusáig a Body Language 177 000 példányban kelt el az Egyesült Államokban.

## Számlista
|     | Cím                    | Szerző(k)                                                                                                  | Producer(ek)              | Hossz |
| --- | ---------------------- | --- | ------------------------- | ----- |
| 1.  | Slow                   | Kylie Minogue, Dan Carey, Emilíana Torrini                                                                 | Sunnyroads                | 3:15  |
| 2.  | Still Standing         | Ash Thomas, Alexis Strum                                                                                   | Baby Ash                  | 3:40  |
| 3.  | Secret (Take You Home) | Curtis T. Bedeau, Gerard Charles, Hugh Clarke, Lisa Greene, Paul George, Brian P. George, Lucien J. George | Rez, Johnny Douglas       | 3:16  |
| 4.  | Promises               | Kurtis el Khaleel, David Billing                                                                           | Kurtis Mantronik, Douglas | 3:17  |
| 5.  | Sweet Music            | Minogue, Karen Poole, Thomas                                                                               | Baby Ash                  | 4:11  |
| 6.  | Red Blooded Woman      | Douglas, Poole                                                                                             | Douglas                   | 4:21  |
| 7.  | Chocolate              | Douglas, Poole                                                                                             | Douglas                   | 5:00  |
| 8.  | Obsession              | Khaleel, Billing, M. Grey                                                                                  | Mantronik, Douglas        | 3:31  |
| 9.  | I Feel for You         | Liz Winstanley, J. Piccioni, S. Anselmetti                                                                 | Electric J                | 4:19  |
| 10. | Someday                | Minogue, Torrini, Thomas                                                                                   | Baby Ash                  | 4:18  |
| 11. | Loving Days            | Minogue, Richard Stannard, Julian Gallagher, Dave Morgan                                                   | Stannard, Gallagher       | 4:26  |
| 12. | After Dark             | Cathy Dennis, Chris Braide                                                                                 | Dennis, Braide            | 4:10  |

| 13. | Slo Motion | Minogue, Andrew Frampton, Mark Stent, Wayne Wilkins | The Auracle | 4:18 |

| 13. | You Make Me Feel | Minogue, TommyD, Felix Howard, Marius de Vries | TommyD      | 4:19 |
| 14. | Slo Motion       | Minogue, Frampton, Stent, Wilkins              | The Auracle | 4:18 |

| 13. | Cruise Control   | Minogue, Douglas, Poole           | Douglas | 3:55 |
| 14. | You Make Me Feel | Minogue, TommyD, Howard, de Vries | TommyD  | 4:19 |

## Közreműködők
| - Kylie Minogue – vezető vokál, háttérvokál (összes dal) - Niall Alcott – zenekari felvétel (11) - Baby Ash – producer (2, 5, 10), hangkeverés (2, 5, 9, 10), vokális készítése (9), háttérvokál (2) - William Baker – stylist, vizuális irányt - David Billing – háttérvokál (4) - Chris Braide – minden eszköz, háttérvokál (12) - Dave Clews – Pro Tools (3, 6, 7), billentyűs (6), programozás, hangmérnök (6, 7) - Cathy Dennis – minden eszköz, háttérvokál, producer (12) - Johnny Douglas – további producer, hangtermelés (3, 4, 8), minden eszköz, háttérvokál, hangkeverés, producer (6, 7) - Electric J – producer (9) - Steve Fitzmaurice – hangkeverés (3, 4, 8) - Julian Gallagher – billentyűs, producer, programozás (11) - Green Gartside – további vokál (10) - Miriam Grey – háttérvokál (4) - Simon Hale – karmester, vonós hangszerelést (11) - Tony Hung – dizájn - Damon Iddins – hangkeverés asszisztens (3, 4, 8) | - Londoni Filharmonikus Zenekar – zenekar (11) - Kurtis Mantronik – producer (4, 8) - Tony Maserati – hangkeverés (12) - Dave McCracken – programozás (12) - Mert and Marcus – fotográfia - Dave Morgan – gitár, billentyűs (11) - Dan Carey – hangkeverés (1) - Geoff Pesh – maszterelés (összes dal) - Karen Poole – háttérvokál (6, 7) - Rez – producer (3) - Geoff Rice – hangfelvétel asszisztens (12) - Richard Stannard – háttérvokál, billentyűs, producer (11) - Alexis Strum – háttérvokál (2) - Sunnyroads – producer (1) - Danton Supple – hangfelvétel (12) - Alvin Sweeney – hangkeverés, programozás, hangfelvétel (11) - Gavyn Wright – zenekarvezető (11) |

## Helyezések
| Albumlista (2003–04)                 | Legjobb helyezés |
| ------------------------------------ | ---------------- |
| Ausztrália (ARIA Charts)             | 2                |
| Ausztria (Ö3 Austria Top 40)         | 23               |
| Belgium (Ultratop Flanders)          | 10               |
| Belgium (Ultratop Vallónia)          | 33               |
| Dánia (Hitlisten)                    | 22               |
| Németalföld (Dutch Charts)           | 19               |
| Európa (European Top 100 Albums)     | 9                |
| Finnország (Suomen virallinen lista) | 32               |
| Franciaország (SNEP)                 | 31               |
| Németország (Media Control Charts)   | 11               |
| Írország (Ír albumlista)             | 19               |
| Japán (Oricon)                       | 43               |
| Új-Zéland (RIANZ)                    | 23               |
| Norvégia (VG-lista)                  | 21               |
| Lengyelország (ZPAV)                 | 49               |
| Portugália (AFP)                     | 14               |
| Svédország (Sverigetopplistan)       | 20               |
| Svájc (Schweizer Hitparade)          | 8                |
| Egyesült Királyság (UK Albums Chart) | 6                |
| Egyesült Államok (Billboard 200)     | 42               |

| Albumlista (2003)                    | Legjobb helyezés |
| ------------------------------------ | ---------------- |
| Ausztrália (ARIA Charts)             | 54               |
| Ausztrália (ARIA Dance Charts)       | 3                |
| Egyesült Királyság (Brit albumlista) | 63               |
| Albumlista (2004)                    | Legjobb helyezés |
| Ausztrália (ARIA Charts)             | 85               |
| Ausztrália (ARIA Dance Charts)       | 6                |
| Egyesült Királyság (UK Albums Chart) | 166              |

## Minősítések és eladási adatok
| Ország                   | Minősítés          | Minősítési érték | Alapul         |
| ------------------------ | ------------------ | ---------------- | -------------- |
| Ausztrália (ARIA)        | 2×-es platinalemez | 140 000+         | Szállításokon  |
| Ausztria (IFPI)          | Aranylemez         | 15 000+          | Értékesítésben |
| Svájc (IFPI)             | Aranylemez         | 20 000+          | Szállításokon  |
| Egyesült Királyság (BPI) | Platinalemez       | 398 000+         | Értékesítésben |
| Egyesült Államok (RIAA)  |                    | 177 000+         | Értékesítésben |

## Kiadási előzmények
| Ország             | Dátum              | Kiadó                     |
| ------------------ | ------------------ | ------------------------- |
| Japán              | 2003. november 10. | EMI Music Japan           |
| Ausztrália         | 2003. november 14. | Festival Mushroom Records |
| Németország        | 2003. november 14. | EMI                       |
| Franciaország      | 2003. november 17. | EMI                       |
| Egyesült Királyság | 2003. november 17. | Parlophone                |
| Egyesült Államok   | 2004. február 10.  | Capitol Records           |